# Tripurarahasja
Tripurarahasja (trl. tripurārahasya, również znany jako Haritajanasanhita) – traktat hinduistyczny z tradycji tantryzmu. Współcześnie Tripurarahasję stosował w swoim nauczaniu tamilski święty Ramana Maharszi.
Powstanie utworu datuje się na XII–XVII wiek.
Zawiera 6 tys. sutr w 50 rozdziałach.
Autorstwo przypisuje się Paraśuramie, który był uczniem Dattatreji i mistrzem (guru) Sumedhy Haritajany. Ten ostatni tekst upowszechnił. Niektórzy przypisują autorstwo, za podaniami tradycji, Dattatreji.

## Budowa
Tripurarahasja podzielona została na trzy części:
1. mahathmjakanda
2. dźńanakanda
3. ćarjakanda

Pierwsza część zawiera 6687 ślok, druga 2163 slok, natomiast trzecia 3000 ślok.

## Treść
Zawartość Tripurarahasji stanowi dialog pomiędzy wieszczem Naradą a Haritajaną lub Parasuramą a Dattarteją
Występujące w tytule utworu słowo Tripura to skrócone imię bogini Tripurasundari, centralnej postaci kultu śaktyjskiego nurtu śriwidja. Bogini opisywana jest w dziele jako dwunastoramienna, dziesięciolica, trójoka i szczególnie piękna.